# Iconaster vanuatuensis
Iconaster vanuatuensis är en sjöstjärneart som beskrevs av Mah 2005. Iconaster vanuatuensis ingår i släktet Iconaster och familjen ledsjöstjärnor. Inga underarter finns listade i Catalogue of Life.